# Вадей Ратнър
Вадей Ратнър (на английски: Vaddey Ratner) е камбоджанско-американска писателка на произведения в жанра драма и мемоари.

## Биография и творчество
Вадей Ратнър, с рожд. име Вади Аюраван Сисоуат, е родена през 1970 г. в Пном Пен, Камбоджа, в рода Сисоуат на кралското семейство. През 1975 г. Червените кхмери завземат властта и през следващите четири години, подобно на нейните сънародници, тя и семейството ѝ търпят принудителен труд, глад и насилствено преследване. До 1979 г., когато режимът на Червените кхмери рухва, от семейството ѝ оцеляват само тя и майка ѝ. Малко след това двете бягат от Камбоджа през границата в бежанския лагер Као И Данг в Тайланд. През 1981 г. имигрират в САЩ и се установяват в Мисури, където завършва гимназия през 1990 г. Завършва с отличие история и литература на Югоизточна Азия в университета „Корнел“.
След дипломирането си живее в района на Вашингтон и работи в международните отношения. Съпругът ѝ, Блейк Ратнър, е основател на „Collaborating for Resilience“, международна инициатива за политика в областта на околната среда.
През 2012 г. е издаден дебютният ѝ автобиографичен роман „Под сянката на свещеното дърво“. През погледа на седемгодишната Рами от кралското семейство на Камбоджа са представени ужасите на комунистическия режим на Червените кхмери, които разрушават болници, училища и храмове, всички монаси, заможни и образовани хора са разстреляни заедно със семействата им, а други умират от глад и мъчения в оризовите ниви. В тези условия тя трябва да оцелее и вярата си в хората, в доброто и красотата. Романът става бестселър в списъка на „Ню Йорк Таймс“ и е номиниран за PEN/Хемингуей за 2013 г.
Вадей Ратнър живее със семейството си в Потомак, Мериленд.

## Произведения

### Самостоятелни романи
- In The Shadow Of The Banyan (2012)
Под сянката на свещеното дърво, изд.: ИК „Хермес“, Пловдив (2013), прев. Светлозара Лесева
- Music of the Ghosts (2017)